# Akzaara
Akzaara (abchazsky Акзаара, česky Jednota) je republikánská politická strana v Abcházii, jež vznikla v roce 2019. Jejím předsedou je tvář strany Leonid Dzapšba. Sloganem strany je „za stabilní rozvoj a zákonnost“.

## Dějiny
Strana se formovala jako hnutí už s koncem roku 2018, ale politickou činnost zahájila až po sjezdu v roce 2019, kdy byl zvolen jejím předsedou bývalý ministr vnitra Leonid Dzapšba. Na ustavujícím sjezdu, který se konal 6. února 2019, deklaroval svůj názor, že pořádek musí být vždy a všude, ať už doma, na ulici nebo ve státě.
Ještě v tomtéž roce strana nominovala do blížících se prezidentských voleb svého předsedu Leonida Dzapšbu. Kandidátem na viceprezidenta byl Vianor Ašba Ve volbách, kde čelil konkurenci osmi dalších kandidátů, skončil se ziskem 5,7 % na pátém místě, však neuspěl. Zvolen byl nakonec Raul Chadžimba, jenže toho v lednu 2020 smetly protesty opozice a bouře v ulicích Suchumi. Jakmile Chadžimba rezignoval a byly vypsány nové volby a Dzapšba za Akzaaru kandidoval znovu. Tentokrát mu kandidáta na viceprezident dělal Viktor Chašba. Tentokrát kandidovali pouze tři osoby a Dzapšba skončil poslední se ziskem pouze 2,22 % hlasů.